# (264061) Vitebsk
(264061) Vitebsk est un astéroïde de la ceinture principale.

## Description
(264061) Vitebsk est un astéroïde de la ceinture principale. Il fut découvert le 23 septembre 2009 à Tzec Maun par Vitali Nevski. Il présente une orbite caractérisée par un demi-grand axe de 3,44 UA, une excentricité de 0,06 et une inclinaison de 13,8° par rapport à l'écliptique.

## Compléments